# Slobozia Nouă, Soroca
Slobozia Nouă este un sat din cadrul comunei Tătărăuca Veche din raionul Soroca, Republica Moldova.

## Demografie

### Structura etnică
Structura etnică a satului conform recensământului populației din 2004:
| Grup etnic         | Populație |
| ------------------ | --------- |
| Moldoveni / Români | 342       |
| Ucraineni          | 2         |
| Ruși               | 1         |
| Total              | 345       |

## Istoric
Slobozia Nouă a fost înființat în preajma Dealului Visoca în 1930 sub denumirea Traian. Aici mai mulți țărani din satele vecine au fost împroprietăriți prin reforma agrară basarabeană inițiată de Sfatul Țării. Din 1946 este numit Slobozia Nouă.